# جانی کش: میهن‌دوست
جانی کش: میهن دوست  (به انگلیسی: Johnny Cash: Patriot) هفتاد و نهمین آلبوم ترانه‌سرا و خواننده آمریکایی جانی کش است، آلبومی که کلمبیا رکوردز در ۱۹۹۱ برخی از آهنگ‌های میهنی کش را منتشر کرد. آلبوم شامل ۱۰ آهنگ از یک دوره طولانی کش با کلمبیا رکوردز است. از سال ۱۹۵۸ تا ۱۹۸۷ شامل دو آهنگ که عموماً در دیگر اثرهای منتشر شده کش نبود. آهنگ آغازین با نام "Song of the Patriot"، که در ۱۹۸۱ در آلبوم تلفیقی Encore منتشر شد و نه آهنگ دیگر که آهنگ "Singing in Vietnam Talking Blues", از آلبوم Starportrait می‌آید و اولین بار آن را در این لوح فشرده می‌بینید.

## فهرست آهنگ‌ها
| شماره | نام                                  | مدت |
| ----- | ------------------------------------ | --- |
| ۱.    | «"Song of the Patriot"»              | nil |
| ۲.    | «"Paul Revere"»                      | nil |
| ۳.    | «"Gettysburg Address"»               | nil |
| ۴.    | «"Man in Black"»                     | nil |
| ۵.    | «"From Sea to Shining Sea"»          | nil |
| ۶.    | «"Mr. Garfield"»                     | nil |
| ۷.    | «"Sold Out of Flag Poles"»           | nil |
| ۸.    | «"The Ballad of Ira Hayes"»          | nil |
| ۹.    | «"Singing in Vietnam Talking Blues"» | nil |
| ۱۰.   | «"Ragged Old Flag"»                  | nil |